# 舍拉古尔市镇
舍拉古尔市镇（俄语：Шерагульское муниципальное образование）是俄罗斯联邦伊尔库茨克州图伦区所属的一个市镇。其下辖有个居民点，行政中心为舍拉古尔。据2016年统计，该市镇的人口为2241人。